# Gymnosporia commiphoroides
Gymnosporia commiphoroides är en benvedsväxtart som beskrevs av Henri Perrier de la Bâthie. Gymnosporia commiphoroides ingår i släktet Gymnosporia och familjen Celastraceae. Inga underarter finns listade.